# Нові Гояни
Нові Гояни (рос. Новые Гояны; рум. Goianul Nou) — село в Дубоссарському районі в Молдові (Придністров'ї). Населення становить 130 осіб. Входить до складу Дубівської сільської ради.
Поблизу села діє пункт пропуску на кордоні з Україною Гоянул Ноу—Платонове.
Станом на 2004 рік у селі проживало 3,1% українців.